# Red Bull Air Race 2019

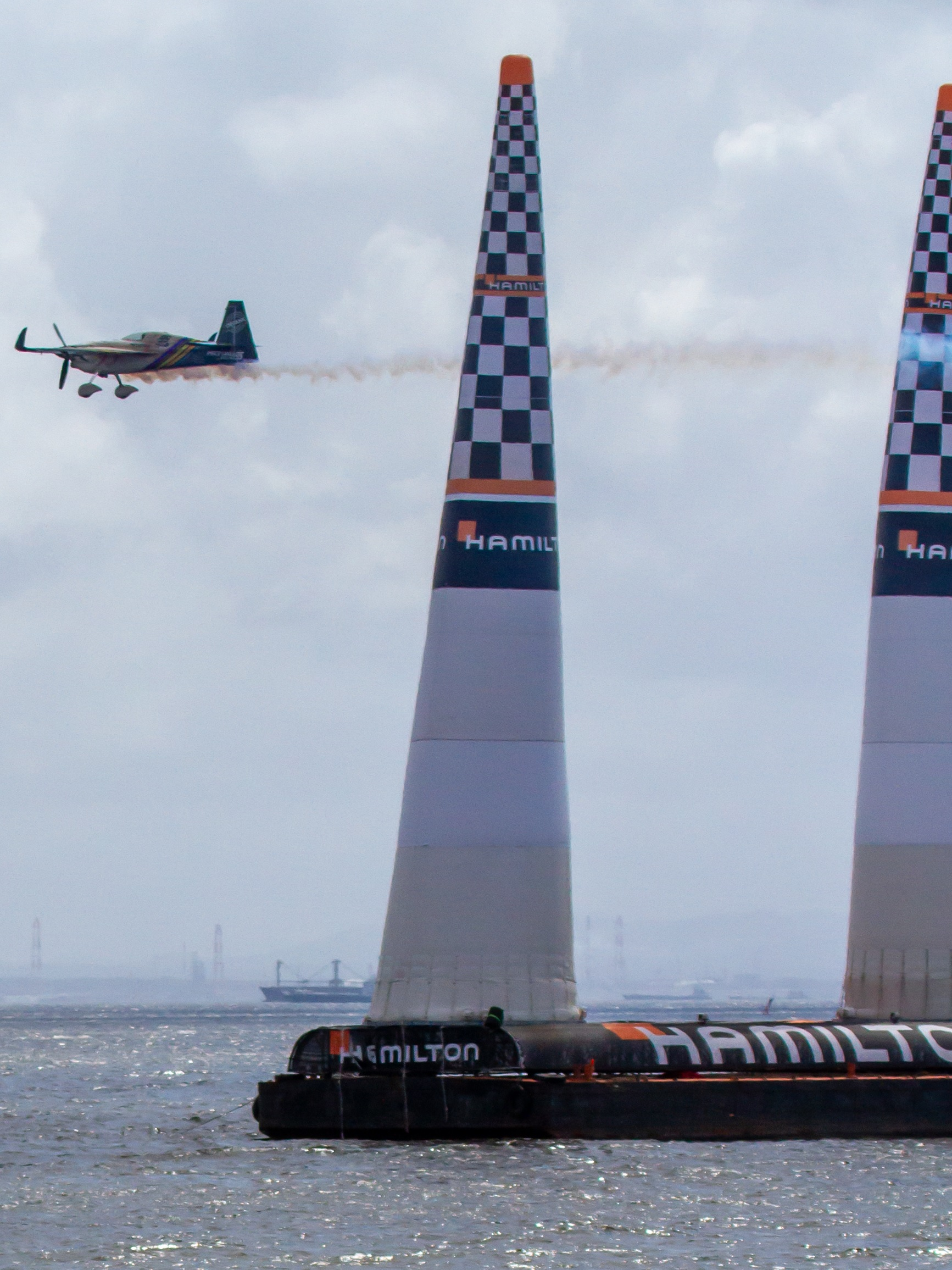
2019 Red Bull Air Race World Series Chiba. Finale 4 Matt Hall

Die Red Bull Air Race 2019 Weltmeisterschaft war die 14. und letzte Saison einer von der Red Bull Air Race GmbH organisierten Serie von Luftrennen. In der Rennsaison 2019 wurden vier Rennen durchgeführt. Die Stationen waren Abu Dhabi (Vereinigte Arabische Emirate), Kasan (Russland), Balaton (Ungarn) und Chiba (Japan).

## Das Ende der Red Bull Air Race Serie
Am 29. Mai 2019 verkündete Red Bull, dass die Red Bull Air Race Weltmeisterschaft nach der Saison 2019 nicht weiter fortgesetzt wird. Als Grund wurde angegeben, dass das Air Race „im Gegensatz zu vielen anderen Red Bull Veranstaltungen auf der ganzen Welt das öffentliche Interesse nicht richtig wecken“ konnte. In der Saison 2019 wurden zudem statt den ursprünglich acht geplanten Rennen nur noch vier ausgetragen. Dazu gehörten Abu Dhabi, Kasan, Balaton und Chiba. Die ursprünglich geplanten Rennen in Indianapolis und Saudi-Arabien wurden gestrichen. Für zwei weitere Rennen hatte man bis zum Mai 2019 noch nach Veranstaltungsorten gesucht.

## Regeländerungen

### Challenger Class
In den vorangegangenen Saisons wurden nach dem vorletzten Rennen nur die bis dato punktbesten Challenger Class Piloten zum Saisonfinale eingeladen. In diesem Jahr war der finale Stopp ein Rennen wie jedes andere. Jeweils sechs Piloten aus dem zwölfköpfigen Starterfeld gingen bei jedem Rennen an den Start, und alle Piloten mussten im Verlauf der Saison fünf Rennen bestreiten. Der Pilot mit der höchsten Punktzahl zum Ende der Saison erhielt schließlich den Titel Challenger Cup Champion.

## Air Race Piloten 2019

### Master Class
| Nr. | Pilot             | Herkunft               | Flugzeug          |
| --- | ----------------- | ---------------------- | ----------------- |
| 05  | Cristian Bolton   | Chile                  | Zivko Edge 540 V2 |
| 08  | Martin Šonka      | Tschechien             | Zivko Edge 540 V3 |
| 10  | Kirby Chambliss   | Vereinigte Staaten     | Zivko Edge 540 V3 |
| 11  | Mikaël Brageot    | Frankreich             | MXS-R             |
| 12  | François Le Vot   | Frankreich             | Zivko Edge 540 V3 |
| 18  | Petr Kopfstein    | Tschechien             | Zivko Edge 540 V3 |
| 21  | Matthias Dolderer | Deutschland            | Zivko Edge 540 V3 |
| 26  | Juan Velarde      | Spanien                | Zivko Edge 540 V2 |
| 27  | Nicolas Ivanoff   | Frankreich             | Zivko Edge 540 V2 |
| 31  | Yoshihide Muroya  | Japan                  | Zivko Edge 540 V3 |
| 37  | Ben Murphy        | Vereinigtes Königreich | Zivko Edge 540 V2 |
| 84  | Pete McLeod       | Kanada                 | Zivko Edge 540 V3 |
| 95  | Matt Hall         | Australien             | Zivko Edge 540 V3 |
| 99  | Michael Goulian   | Vereinigte Staaten     | Zivko Edge 540 V2 |

### Challenger Class
Das Standard-Flugzeug aller Piloten der Challenger Class ist wie auch im Vorjahr 2018 die Zivko Edge 540 V2.
| Nr. | Pilot             | Herkunft            |
| --- | ----------------- | ------------------- |
| 06  | Luke Czepiela     | Polen               |
| 07  | Kenny Chiang      | Volksrepublik China |
| 15  | Baptiste Vignes   | Frankreich          |
| 17  | Daniel Ryfa       | Schweden            |
| 32  | Dario Costa       | Italien             |
| 33  | Mélanie Astles    | Frankreich          |
| 48  | Kevin Coleman     | Vereinigte Staaten  |
| 62  | Florian Bergér    | Deutschland         |
| 77  | Patrick Davidson  | Südafrika           |
|     | Patrick Strasser  | Österreich          |
| 25  | Sammy Mason       | Vereinigte Staaten  |
| 87  | Vito Wyprächtiger | Schweiz             |

#### Pilotenwechsel
Neuzugänge bei den Piloten der Challenger Class 2019 waren Sammy Mason (), Patrick Strasser () und Vito Wyprächtiger ().

## Rennkalender
Zu Beginn der Saison standen zunächst fünf der insgesamt acht geplanten Rennen fest, wobei es im Laufe der Saison dazu kam, dass lediglich vier davon ausgetragen wurden.
| Nr. | Datum           | Rennen    | Quali-Sieger     | Sieger           | Zweiter         | Dritter         | Gesamtführender  | Sieger Challenger                     |
| --- | --------------- | --------- | ---------------- | ---------------- | --------------- | --------------- | ---------------- | ------------------------------------- |
| 1   | 8.–9. Februar   | Abu Dhabi | Yoshihide Muroya | Yoshihide Muroya | Martin Šonka    | Michael Goulian | Yoshihide Muroya | R1: Florian Bergér R2: Florian Bergér |
| 2   | 15.–16. Juni    | Kasan     | Mikaël Brageot   | Yoshihide Muroya | Martin Šonka    | Matt Hall       | Yoshihide Muroya | R1: Kenny Chiang R2: Florian Bergér   |
| 3   | 13.–14. Juli    | Balaton   | Martin Šonka     | Matt Hall        | Ben Murphy      | Pete McLeod     | Matt Hall        | R1: Dario Costa R2: Daniel Ryfa       |
| 4   | 7.–8. September | Chiba     | Juan Velarde     | Yoshihide Muroya | Kirby Chambliss | Matt Hall       | Matt Hall        | R1: gestrichen R2: gestrichen         |

## Meisterschaft

### Master Class
| Pos. | Pilot             | Abu Dhabi | Kasan | Balaton | Chiba | Punkte |
| ---- | ----------------- | --------- | ----- | ------- | ----- | ------ |
| 1    | Matt Hall         | 5         | 2     | 1       | 3     | 81     |
| 2    | Yoshihide Muroya  | 1         | 1     | 12      | 1     | 80     |
| 3    | Martin Šonka      | 2         | 3 2   | 4 1     | 13 2  | 68     |
| 4    | Pete McLeod       | 9 2       | 9     | 3       | 4     | 50     |
| 5    | Ben Murphy        | 13        | 5     | 2       | 8     | 48     |
| 6    | Kirby Chambliss   | 8         | 12    | 6       | 2     | 48     |
| 7    | Nicolas Ivanoff   | 4         | 7     | 11      | 5     | 47     |
| 8    | Mikaël Brageot    | 7         | 8 1   | 10 3    | 6     | 44     |
| 9    | Michael Goulian   | 3         | 10    | 7       | 9     | 42     |
| 10   | Juan Velarde      | 6         | 11    | 5 2     | 10 1  | 39     |
| 11   | François Le Vot   | 12        | 4 3   | 14      | 7 3   | 34     |
| 12   | Cristian Bolton   | 14        | 6     | 8       | 11    | 27     |
| 13   | Petr Kopfstein    | 10        | 13    | 9       | 14    | 10     |
| 14   | Matthias Dolderer | 11        | DNS   | 13      | 12    | 6      |

Punktesystem
| Rennen      | Rennen | Rennen | Rennen | Rennen | Rennen | Rennen | Rennen | Rennen | Rennen | Rennen | Rennen | Rennen | Rennen | Rennen |   | Qualifying | Qualifying | Qualifying |
| Platzierung | 1      | 2      | 3      | 4      | 5      | 6      | 7      | 8      | 9      | 10     | 11     | 12     | 13     | 14     | 1 | 2          | 3          |            |
| Punkte      | 25     | 22     | 20     | 18     | 14     | 13     | 12     | 11     | 5      | 4      | 3      | 2      | 1      | 0      | 3 | 2          | 1          |            |

### Challenger Class
| Pos. | Pilot             | Abu Dhabi | Abu Dhabi | Kasan | Kasan | Balaton | Balaton | Chiba | Punkte gestrichen | Punkte |
| ---- | ----------------- | --------- | --------- | ----- | ----- | ------- | ------- | ----- | ----------------- | ------ |
| 1    | Florian Bergér    | 1         | 1         | –     | 1     | –       | –       | CAN   |                   | 30     |
| 2    | Daniel Ryfa       | –         | –         | 3     | –     | 2       | 1       | CAN   |                   | 24     |
| 3    | Dario Costa       | 4         | 5         | –     | –     | 1       | 2       | CAN   |                   | 24     |
| 4    | Mélanie Astles    | 2         | 2         | –     | –     | –       | 5       | CAN   |                   | 18     |
| 5    | Kenny Chiang      | –         | –         | 1     | 3     | –       | –       | CAN   |                   | 16     |
| 6    | Sammy Mason       | 5         | 4         | 2     | 5     | –       | –       | CAN   |                   | 16     |
| 7    | Patrick Davidson  | –         | –         | 6     | 2     | 3       | –       | CAN   |                   | 14     |
| 8    | Kevin Coleman     | 6         | 3         | 4     | –     | –       | –       | CAN   |                   | 10     |
| 9    | Baptiste Vignes   | –         | –         | –     | 4     | –       | 3       | CAN   |                   | 10     |
| 10   | Luke Czepiela     | 3         | 6         | –     | –     | 4       | –       | CAN   |                   | 10     |
| 11   | Patrick Strasser  | –         | –         | 5     | 6     | –       | 4       | CAN   |                   | 6      |
| 12   | Vito Wyprächtiger | –         | –         | –     | –     | 5       | 6       | CAN   |                   | 2      |

(Legende: DNP = Nicht teilgenommen; DNS = Nicht gestartet; DSQ = Disqualifiziert; CAN = Abgesagt)
Punktesystem
| Platzierung | 1  | 2 | 3 | 4 | 5 | 6 | 7 | 8 |
| ----------- | -- | - | - | - | - | - | - | - |
| Punkte      | 10 | 8 | 6 | 4 | 2 | 0 | 0 | 0 |